# Campeonato Mundial de Natação em Piscina Curta de 2021 - 200 m costas masculino
A prova dos 200 metros nado costas masculino do Campeonato Mundial de Natação em Piscina Curta de 2021 foi disputado no dia 21 de dezembro de 2021, na Etihad Arena, em Abu Dhabi, nos Emirados Árabes Unidos.

## Recordes
Antes desta competição, os recordes mundiais e do campeonato nesta prova eram os seguintes:
|                       | Nome         | Nacionalidade  | Tempo   | Local  | Data                   |
| --------------------- | ------------ | -------------- | ------- | ------ | ---------------------- |
| Recorde mundial       | Mitch Larkin | Austrália      | 1:45.63 | Sydney | 27 de novembro de 2015 |
| Recorde do campeonato | Ryan Lochte  | Estados Unidos | 1:46.68 | Dubai  | 19 de dezembro de 2010 |

## Medalhistas
| Ouro                   | Prata              | Bronze                 |
| Radosław Kawęcki (POL) | Shaine Casas (USA) | Christian Diener (DEU) |

## Resultados

### Eliminatórias
As eliminatórias ocorreram dia 21 de dezembro com um total de 35 nadadores.
| Colocação | Bateria | Raia | Nadador              | Nacionalidade              | Tempo   | Notas            |
| --------- | ------- | ---- | -------------------- | -------------------------- | ------- | ---------------- |
| 1         | 3       | 1    | Shaine Casas         | Estados Unidos             | 1:49.82 | Q                |
| 2         | 3       | 3    | Jan Čejka            | Chéquia                    | 1:50.50 | Q,               |
| 3         | 4       | 2    | Yohann Ndoye Brouard | França                     | 1:50.71 | Q                |
| 4         | 3       | 4    | Christian Diener     | Alemanha                   | 1:51.06 | Q                |
| 5         | 2       | 4    | Lorenzo Mora         | Itália                     | 1:51.58 | Q                |
| 6         | 4       | 0    | Antoine Herlem       | França                     | 1:51.93 | Q                |
| 7         | 4       | 6    | Armin Evert Lelle    | Estónia                    | 1:52.30 | Q                |
| 8         | 4       | 4    | Radosław Kawęcki     | Polónia                    | 1:52.35 | Q                |
| 9         | 4       | 5    | Hugo González        | Espanha                    | 1:52.47 |                  |
| 10        | 3       | 0    | Hunter Tapp          | Estados Unidos             | 1:52.48 |                  |
| 11        | 3       | 5    | Michele Lamberti     | Itália                     | 1:52.52 |                  |
| 12        | 4       | 3    | Ádám Telegdy         | Hungria                    | 1:52.61 |                  |
| 13        | 2       | 3    | Yakov Toumarkin      | Israel                     | 1:52.66 |                  |
| 14        | 4       | 7    | Egor Dolomanov       | Federação Russa de Natação | 1:52.83 |                  |
| 15        | 2       | 8    | Nicolás García       | Espanha                    | 1:53.66 |                  |
| 16        | 2       | 5    | Aleksei Tkachev      | Federação Russa de Natação | 1:54.02 |                  |
| 17        | 2       | 7    | Berke Saka           | Turquia                    | 1:54.14 |                  |
| 18        | 3       | 8    | Roman Mityukov       | Suíça                      | 1:54.23 |                  |
| 19        | 3       | 7    | Ole Braunschweig     | Alemanha                   | 1:54.37 |                  |
| 20        | 2       | 2    | Yeziel Morales       | Porto Rico                 | 1:54.46 |                  |
| 21        | 4       | 9    | Francisco Santos     | Portugal                   | 1:54.54 |                  |
| 22        | 2       | 9    | Wang Gukailai        | China                      | 1:55.02 |                  |
| 23        | 4       | 8    | Kaloyan Levterov     | Bulgária                   | 1:55.26 |                  |
| 24        | 2       | 6    | Gabriel Fantoni      | Brasil                     | 1:55.44 |                  |
| 25        | 1       | 4    | Vadym Naumenko       | Ucrânia                    | 1:56.02 |                  |
| 26        | 3       | 6    | Leonardo de Deus     | Brasil                     | 1:56.41 |                  |
| 27        | 1       | 7    | Trần Hưng Nguyên     | Vietname                   | 1:56.44 | Recorde nacional |
| 28        | 1       | 6    | Ng Cheuk Yin         | Hong Kong                  | 1:56.93 | Recorde nacional |
| 29        | 3       | 9    | Ziyad Saleem         | Sudão                      | 1:57.73 |                  |
| 30        | 3       | 2    | Tomáš Franta         | Chéquia                    | 1:59.64 |                  |
| 31        | 2       | 1    | Charles Hockin       | Paraguai                   | 2:00.03 |                  |
| 32        | 1       | 3    | Julio Pérez          | Costa Rica                 | 2:01.08 |                  |
| 33        | 1       | 5    | Abdellah Ardjoune    | Argélia                    | 2:05.86 |                  |
| 34        | 1       | 1    | Abdul Al-Kulaibi     | Omã                        | 2:08.20 |                  |
| 35        | 1       | 2    | Faisal Al-Tannak     | Kuwait                     | 2:10.23 |                  |
| 36        | 2       | 0    | Lee Ju-ho            | Coreia do Sul              | DNS     |                  |
| 36        | 4       | 1    | Max Litchfield       | Reino Unido                | DNS     |                  |

### Final
A final foi realizada em 21 de dezembro.
| Colocação         | Raia | Nadador              | Nacionalidade  | Tempo   | Notas            |
| ----------------- | ---- | -------------------- | -------------- | ------- | ---------------- |
| Medalha de ouro   | 8    | Radosław Kawęcki     | Polónia        | 1:48.68 |                  |
| Medalha de prata  | 4    | Shaine Casas         | Estados Unidos | 1:48.81 |                  |
| Medalha de bronze | 6    | Christian Diener     | Alemanha       | 1:48.97 | Recorde nacional |
| 4                 | 2    | Lorenzo Mora         | Itália         | 1:49.27 | Recorde nacional |
| 5                 | 5    | Jan Čejka            | Chéquia        | 1:49.93 | Recorde nacional |
| 6                 | 3    | Yohann Ndoye Brouard | França         | 1:50.53 |                  |
| 7                 | 1    | Armin Evert Lelle    | Estónia        | 1:51.20 | Recorde nacional |
| 8                 | 7    | Antoine Herlem       | França         | 1:52.92 |                  |

Legenda
| Recorde mundial       | Recorde mundial (World record)               |                       | Recorde africano                      | Recorde africano (African) |                                           | Q | Classificado por posição (Qualified) |
| Recorde do campeonato | Recorde do campeonato (Championship record)  | Recorde da América    | Recorde da América (Americas)         | q                          | Classificado por melhor tempo (Qualified) |   |                                      |
| Melhor marca do ano   | Melhor marca do ano (World leading)          | Recorde asiático      | Recorde asiático (Asian)              | DNS                        | Não largou (Did not start)                |   |                                      |
| Recorde nacional      | Recorde nacional (National record)           | Recorde europeu       | Recorde europeu (European)            | DNF                        | Não terminou (Did not finish)             |   |                                      |
| Recorde pessoal       | Recorde pessoal do atleta (Personal best)    | Recorde da Oceania    | Recorde da Oceania (Oceania)          | DSQ / DQ                   | Desclassificado (Disqualified)            |   |                                      |
| Recorde da temporada  | Recorde da temporada do atleta (Season best) | Recorde sul-americano | Recorde sul-americano (South America) | NM                         | Sem marca (No mark)                       |   |                                      |